# الميفعه (ذمار)
الميفعه هي إحدى قرى الجمهورية اليمنية. تتبع جغرافيا لمحافظة ذمار وإداريًا لمديرية ميفعة عنس. يبلغ تعداد سكانها 1138 نسمة حسب الإحصاء الذي أجري عام 2004.